# Eric Reuterborg
Eric Reuterborg, född 22 november 1786, död 3 februari 1844 i Stockholm, var en svensk assessor och miniatyrmålare.
Reuterborg blev kammarskrivare i Krigskollegium 1818 och utnämndes till krigskassör 1819. Han medverkade i Götiska förbundets utställning 1818 med ett antal miniatyrporträtt. Reuterborg finns representerad vid Nationalmuseum i Stockholm.